# Sergio Rigoni (sciatore)
Sergio Rigoni (Asiago, 27 aprile 1986) è un ex fondista italiano.

## Biografia
In carriera ha preso parte a un'edizione dei Mondiali juniores, Kranj 2006, ottenendo come miglior risultato il 31º posto nell'inseguimento. Gareggia prevalentemente in Alpen Cup; in Coppa del Mondo ha esordito il 13 febbraio 2009 a Valdidentro (66°). Ai Mondiali di Lahti 2017, suo esordio iridato, si è classificato 46º nella 50 km e 43º nello skiathlon; ai XXIII Giochi olimpici invernali di Pyeongchang 2018, sua prima presenza olimpica, si è classificato 72º nella 15 km e 48º nello skiathlon.